# Геракліт
Гераклі́т Ефе́ський (дав.-гр. Ἡράκλειτος ὁ Ἐφέσιος) — давньогрецький філософ-досократик. Єдиний відомий твір — «Про природу». Автор відомих виразів: «Усе плине, усе змінюється» та «Не можна двічі ввійти в одну і ту саму річку».
За оцінкою Аристотеля, Геракліт — один із перших філософів природи, натурфілософ.

## Біографія
Згідно Діогена Лаертського, Геракліт був у розквіті сил під час 69-ї Олімпіади. Звідси випливає, що народився він близько 540 року до н. е. Походив з Ефеса, був сином Блосона або Гераконта. За походженням був аристократом і вороже ставився до демократичної влади. Згідно Страбона, походив з царського роду Андрокла, представники якого за демократії зберігали привілегії та розпоряджалися церемоніями. Поступився владою своєму братові. Поводився епатажно й цинічно, заявляв, що всього навчився сам (іноді його вчителем згадується Ксенофан), критикував міфографів та філософів. При житті отримав численних послідовників свого філософського вчення. Його твори переводилися в поетичну форму, були відомі в Афінах, з Гераклітом листувався Дарій I.
За переказами, останні роки життя провів самітником у горах. Захворівши на водянку, намагався вилікуватися, лежачи на осонні чи в гною, від чого й помер.

## Праці
Гераклітові належить філософський прозовий твір «Про природу» (не плутати з однойменною працею Анаксімандра). Відомо, що його праця поділялася на три частини: «Про космос» (всесвіт), «Про державу», «Про бога». Виклад думок у цьому творі затемнений стилістичною загадковістю, його ідеї почасти приховані за метафорами і порівняннями, звідки й характеристика Геракліта як «темного». Проте мова Геракліта, на відміну від Анаксімена, проста й невимушена. Дослідники відзначають, що у Геракліта міфології більше, ніж у мілетських філософів.

## Філософія Геракліта
Геракліт відомий песимістичним поглядом на народ і життя, за що описувався як «плакучий філософ». Більшість людей він вважав підданими марним бажанням, тваринним пристрастям, марновірству; висловлювався з цього приводу, що їм краще взагалі не народжуватися.
Геракліт вперше ввів у філософську термінологію поняття логосу, яке у нього означає загальний закон буття, основу світу, пізнання якого слід прагнути людині. Філософ стверджував: все здійснюється за логосом, який є вічним, загальним і необхідним. Будь-що, що відбувається в світі, має своє значення та зв'язок з іншими речами чи явищами. Вища мета пізнання — пізнання логоса, а разом з тим пізнання вищої єдності світобудови і досягнення вищої мудрості, бо ознака мудрості — здатність погодитися з твердженням логосу, що все єдине. При цьому Геракліт вказував, що пізнання логосу та мудрості дається не всім, хоча всі люди від природи розумні. Також він протиставляв мудрість накопиченню знань, критикував дотримання традицій, що перешкоджає пізнанню багатоманітного, змінного світу.
Розуміння логосу як об'єктивного закону світобудови, як принципу порядку і міри приводить Геракліта до відкриття субстанційно-генетичного начала всього існуючого, яке він порівнює з вогнем. У Геракліта вогнем є не тільки те, що лежить в основі всього існуючого, але й те, з чого все виникає. «Все існуюче, — вказує Геракліт, — завжди було, є і буде вічно живим вогнем, який з часом то спалахує яскравіше, сильніше, то згасає». Згідно з цим твердженням, все абсолютно змінне, у світі нічого не повторюється, все минуще і одноразове — «все тече». Світ не був створений богами і не виник з якої-небудь причини, він існував вічно, лише змінюючись більшою чи меншою мірою.
Геракліт — один із перших філософів, хто описав рух як перехід від однієї протилежності до іншої. Він вказував, що суттєва зміна — це трансформація в свою протилежність, що одна протилежність виявляє цінність іншої, а суперечливість зближує їх. При цьому він вказував на відносність цінностей, порівнюючи вподобання тварин і людей. У своєму трактаті він описував постійну боротьбу («війну») протилежностей, в ході якої світ постає таким, яким ми його знаємо. Звідси його висновок, що «війна є батько усього».
Логос-вогонь Геракліта притаманний не тільки всій видимій світобудові, а й душі. Людська душа є проявом вогняного начала, сухіша забезпечує здатність до пізнання логосу, тоді як більш вогка є підставою чуттєвого пізнання і відповідних вчинків. Завдяки тому, що душа вогняна, вона має схильність дотримуватися логосу. У соціальній філософії Геракліта стверджується, що народ у державі вище за все має ставити закон, він має боротися за нього, як за свій власний дім. Це необхідно робити тому, що всі людські закони живляться від всесвітнього закону — логосу.